# 肖甘牛
肖甘牛（1905年5月15日—1982年1月30日），原名肖钟棠，男，壮族，广西永福人，中华人民共和国文学家。

## 生平
肖甘牛出生于广西永福县矮岭乡马陂村。受祖父影响，肖甘牛自幼年开始即爱好诗文。1920年，肖甘牛考入了桂林师范学校。1927年（民国16年），到平乐中学任教。后来，他进入上海文学院读书，受鲁迅诗句“横眉冷对千夫指，俯首甘为儒子牛”影响，取名肖甘牛。毕业后，他先后在梧州高级中学、桂林高中任教。在梧州时，他曾兼任《梧州日报》文艺副刊《春溪》编辑，开辟儿童文学专栏，发表民间文学作品。他撰写了《中国修辞学讲话》《悲讯》等著作，并交予上海春光书店出版。他曾到大苗山和台湾高山族聚居之地采风。
中华人民共和国成立后，他主动要求前往大瑶山体验生活，后于此期间左手被摔断。治伤期间，他完成了作品《在采风的日子里》，长约20万字，后由广西人民出版社出版。1953年，肖甘牛在来宾、宜山任教期间，出版了《长发妹》《铜鼓老爹》《宝盖山》等文学作品，并和他儿子肖丁三一起创作了《刘三姐》。1956年，肖甘牛加入了中南区作家协会和广西文联，同年定居柳州，辞去教职，专门从事民间文学创作。
1957年，肖甘牛在夏衍鼓励下把《一幅壮锦》改编成电影脚本，电影由上海美术电影制片厂拍摄，得到全国优秀剧本奖等奖项。1960年8月，肖甘牛出席全国第三次文代会，当选为中国作协广西儿童文学委员会副主任、广西电影协会会员。肖甘牛在文化大革命期间受到迫害。1979年，他出席全国第四次文代会，被选为中国民间文艺家协会理事。其后他在1980年获选为广西民间文学研究会常务理事，担任中国作家协会广西分会儿童文学委员会副主任。1981年，出版了电影剧本《桑哥哥》及近10本连环画册。同年，肖甘牛基于苗族民间故事编写的《灯花》发表后，被译成日文传到日本。1982年1月30日，肖甘牛病逝。